# 南加台
南加台（蒙古語: Nangiadai，？—1329年9月7日），又作囊加台，出身珊竹带（散只兀）氏，元朝将领。1328年天历之乱中，他从属于上都派在四川作战，战败后被处决，其无碑文留存，《元史》也未为其立传，《新元史·卷164》收录了根据零散记录整理的列传。汉文史籍如《元史》中，其汉字记作“囊加台”。

## 生平

### 家世
南加台的曾祖父太答儿在蒙哥汗时期被提拔为四川方面军都元帅，此后其祖父纽璘、伯父也速答兒、父亲八剌等三代人一直担任四川方面军最高职务。据推测，南加台也继承了祖父、父亲传下的“万户”职位。

### 早年
延祐二年（1315年），作为“南世将”的南加台，因家族累世功勋在全蜀（四川一带）颇具威望，已超越蒙古军都元帅之位，被任命为平章政事。元代行省最高官职为左右丞相，但并非常设，此时南加台以平章政事之职成为四川最高行政长官。延祐三年（1316年）《成都路正一宮碑》称其为“今守国人元帅林公之孙”，也佐证了他此时在四川行省的高位。

元英宗即位后，囊加台作为西南重臣被任命为“四川云南平章”。实际上并无“四川云南行省”这一机构，至治三年（1323年）正月，四川行省平章赵世延和同年五月云南行省平章忽辛分别因事端失势，可能因此囊加台曾兼任两省平章，后世文书便称其为“四川云南平章”。
当时囊加台擅自调兵出征产金地车里（今西双版納），并禁止盐井输出，这些行为引发争议，有人上奏建议讨伐他。英宗派左阿速卫指挥那海和董士选前往调查，发现囊加台与镇守云南的云南王王禅结为后盾。董士选当面质问时，囊加台称“已与使者、省臣商议并报知太子（王禅）后才调兵，岂会不敬太子”。董士选等人虽暂时认为无需讨伐，但董士选临行前警告囊加台，勿重蹈因主导征讨八百媳妇国（今泰国清迈）失败被处决的刘深的覆辙。
《揭文安公文集》卷12《大元勅赐修堰碑》记载，后来赴四川的吉当晋奉命改革四川盐井产销办法，这也证明囊加台自行禁止盐井输出等不受中央约束的政策，一直持续到天历之乱他败亡为止。

### 泰定年间
至治三年（1323年）八月，元英宗硕德八剌在南坡之变中被暗杀，泰定帝也孙铁木儿即位。由于泰定帝是囊加台后盾——云南王王禅的伯父，随后强化了囊加台的地位。泰定元年（1324年）三月，囊加台奉命以四川行省平章政事兼任宣政院使，讨伐西番（今西藏）的参卜郎”，次年正月迫使其投降，势力范围一度延伸至藏区。

### 天历之乱
泰定帝于致和元年（1328年）在上都去世后，元朝分裂为两派：上都派拥立泰定帝长子阿速吉八为天顺帝，大都派则拥立武宗海山次子图帖睦尔（即后来的元文宗），双方爆发“天历之乱”。因囊加台在泰定朝备受厚待，大都派将其视为上都派势力。十月十日，元文宗下令湖广行省征兵防御四川；十一月二十日，又从河南、江浙两省调5万兵力支援湖广，这些举措被认为是针对囊加台的防备。
尽管天顺帝在十月末已呈败势，囊加台于十一月二十八日以四川行省平章康里帖木儿有异议，将其处决后起兵，自称“镇西王”。他任命四川行省左丞脱脱为平章政事、云南廉访使杨静为左丞，焚烧栈道，摆出割据四川的姿态。乌蒙路教授杜岩肖曾劝其归降元文宗，却被囊加台以“妄言”为由施以杖刑一百七下并监禁。
十二月三十日，大都派就是否严惩囊加台产生分歧，御史台主张剥夺其职位，中书省则建议怀柔招抚，最终元文宗采纳后者意见。天历二年（1329年）正月十四日，近侍星吉班奉命赴四川劝降失败。囊加台向曾在西藏远征中合作的镇西武靖王搠思班求援，对方仅以“守关隘”消极回应。陕西蒙古军都元帅不花台，是囊加台之弟，囊加台遣使招降，不花台斩其使。

### 播州争夺战与进逼襄阳
囊加台起兵后，兵分南北两路出击：南路攻占播州（今贵州遵义）一带，北路经陕西行省向长江中游的襄阳城进军：
南路：
- 正月十九日（1329年2月28日），囊加台军攻克播州猫児埡隘，守将宣慰使杨燕里不花投降。
- 正月二十四日，播州杨氏引囊加台军进至乌江驿，被元军击退。八番元帅收复关隘，击溃北岸敌军。此时，月魯帖木儿率蒙古、汉军及民丁五万五千抵达乌江，牵制囊加台军。
- 二月二十六日：月魯帖木儿劝降杨燕里不花及其弟等归附囊加台的土官，播州战局逐渐逆转。

北路：
- 二月五日，囊加台亲自率军北上，以鸡武关为据点，攻克三叉驿、柴关驿。他致信陕西巩昌总帅汪延昌求援，但后者未明确响应。
- 二月十日，囊加台军进至金州（今陕西安康），以白土关为据点。白土关是连接陕西兴元路与河南襄阳路的交通要冲，显示其进军河南的意图。大都枢密院随即命镇西武靖王搠思班、湖广行省官脱欢、别薛、孛羅、鄭昂霄等人率军讨伐，并令察罕脑儿宣慰使撒忒迷失率蒙古军协同。
- 二月十九日：囊加台先锋逼近襄阳城，湖广行省紧急征兵加强播州、归州（今湖北秭归）防务。
- 二月二十七日：元朝从河南、江浙等省调集一万一千兵力，配合左右翼蒙古侍卫军二千，组建讨逆军。
- 三月十八日：朝廷拟设行枢密院，命山东都万户也速迭儿领兵征讨，但他以病推辞，计划未果。

### 败亡
三月二十九日，囊加台派往云南的碉门安抚使布答思监等人归降朝廷。四月十二，湖广行省参知政事孛罗抵达四川，传达朝廷赦免囊加台罪行、接受其投降的旨意，囊加台于是决意归降。至此，“蜀地悉定，诸省兵皆罢”。
囊加台入朝，却在八月十四日被突然处决并陈尸示众。据《芝園後集》卷9《危侍講新墓碑銘》记载，囊加台因“天历初年欲拥立明宗”，被燕帖木儿、伯颜等大都派首领杀害。这一时间点与八月初六日明宗被暗杀的事件紧密相关。十月，囊加台家产被抄没，其任命的杨静等人被剥夺官爵、杖责后流放辽东。
其子答失八都魯、其孙孛羅帖木兒，在元末民变时，又成为风云人物。